# Oļesja Zamula
Oļesja Zamula (ur. 17 lutego 1984) – łotewska i od 2007 roku azerska zapaśniczka walcząca w stylu wolnym. Olimpijka z Pekinu 2008, gdzie zajęła szesnaste miejsce w kategorii 63 kg.
Piąta na mistrzostwach świata w 2008. Brązowa medalistka mistrzostw Europy w 2011. Wygrała Światowe Igrzyska Sportów Walki w 2010 roku.